# Antzuola
Antzuola – gmina w Hiszpanii, w prowincji Guipúzcoa, w Kraju Basków, o powierzchni 27,72 km². W 2011 roku gmina liczyła 2177 mieszkańców.